# Víctor Bielich
Víctor Bielich Rocatagliatta (Lima, 7 août 1916 – Pisco, 13 mars 1940) est un footballeur international péruvien.

## Biographie

### Carrière en club
Surnommé Pichín, Víctor Bielich joue pour l'Universitario de Deportes entre 1936 et 1937. Mais c'est au Deportivo Municipal qu'il se fait un nom en remportant le championnat du Pérou en 1938. Il est considéré comme l'un des grands joueurs de ce dernier club.

### Carrière en équipe nationale
International péruvien à cinq reprises entre 1938 et 1939 (quatre buts marqués), Bielich fait partie de l’équipe du Pérou championne d’Amérique du Sud en 1939. 

#### Buts en sélection
| Buts en sélection de Víctor Bielich | Buts en sélection de Víctor Bielich | Buts en sélection de Víctor Bielich      | Buts en sélection de Víctor Bielich | Buts en sélection de Víctor Bielich | Buts en sélection de Víctor Bielich | Buts en sélection de Víctor Bielich |
|                                     | Date                                | Lieu                                     | Adversaire                          | Score                               | Résultat                            | Compétition                         |
| ----------------------------------- | ----------------------------------- | ---------------------------------------- | ----------------------------------- | ----------------------------------- | ----------------------------------- | ----------------------------------- |
| 1.                                  | 11 août 1938                        | Estadio Universitario, Bogota (Colombie) | Équateur                            | 7-1                                 | 9-1                                 | BOL 1938                            |
| 2.                                  | 11 août 1938                        | Estadio Universitario, Bogota (Colombie) | Équateur                            | 8-1                                 | 9-1                                 | BOL 1938                            |
| 3.                                  | 17 août 1938                        | Estadio Universitario, Bogota (Colombie) | Venezuela                           | 1-0                                 | 2-1                                 | BOL 1938                            |
| 4.                                  | 12 février 1939                     | Estadio Nacional, Lima (Pérou)           | Uruguay                             | 2-0                                 | 2-1                                 | CA 1939                             |

### Décès
Le 9 mars 1940, de retour de Chincha Alta où les dirigeants du Deportivo Municipal l'avaient envoyé recruter un joueur local (José Montero), la voiture de Víctor Bielich percute un camion sur la route nationale PE-1S (es). Cet accident provoque la mort instantanée de Montero. Bielich décède lui quatre jours plus tard à l'hôpital San Juan de Dios de la ville de Pisco.
En guise d'hommage un club de football de Pisco, le Club Deportivo Víctor Bielich, porte son nom.

## Palmarès
| Deportivo Municipal - Championnat du Pérou (1) : - Champion : 1938. | Pérou - Championnat sud-américain (1) : - Vainqueur : 1939. - Jeux bolivariens (1) : - Vainqueur : 1938. |